# Exitosa TV
Exitosa TV es un canal de televisión abierta peruano el cual se centra en emitir noticias y programación miscelánea. Fue lanzado oficialmente el 12 de junio de 2014 dentro del sistema de televisión digital terrestre. 

## Historia
El canal tiene sus orígenes a partir del lanzamiento de la estación Telened en el canal 51 de la frecuencia UHF, el cual emitía programación variada; sin embargo, cesó sus emisiones debido a problemas financieros que atravesaba la propietaria del canal. Tiempo más tarde, el canal universitario UAP TV, propiedad de la Universidad Alas Peruanas comenzó sus emisiones dentro de la misma frecuencia. Al igual que Telened, la universidad debió cerrar el canal porque no contaban con dinero suficiente para adquirir nuevos equipos de televisión. En 2014, la empresa Corporación Universal lanza Karibeña TV al aire, con programación basada en la transmisión de cumbia peruana al igual que la estación de radio del mismo nombre. A finales de 2011, es relanzado como Exitosa TV y empieza transmisiones en señal prueba dentro de la TDT en el canal 6.1, hasta ser lanzado de forma oficial el 14 de junio de 2014.
Desde 2016 se incluyó el canal en la parrilla de Claro TV en los diales 14 (Analógico), 30 (Digital) y 510 (HD). Desde el 18 de diciembre de 2017, el canal está disponible en el dial 11 de Movistar TV. Desde marzo de 2018, el canal empezó a emitir algunos programas propios e independientes de la radio para competir con los canales de noticias. Además, en ese mismo mes, entró a Movistar TV la señal en alta definición de Exitosa TV.
El 6 de febrero de 2020, el canal fue retirado de la parrilla de Movistar TV.
En marzo de 2020, debido al inicio de la cuarentena obligatoria por la pandemia de COVID-19, Exitosa TV lanza el programa especial Corona Virus Alerta Mundial y canceló los programas Tres pueblos Tres, Huarikes, Henderson La Leyenda y Fiesta Karibeña por baja audiencia. Por otra parte, El Rincón del Box y Auto 2006 fueron trasladados a ATV+. A mediados de abril, Exitosa TV retransmitió la señal de la cadena de televisión estatal TV Perú mientras se emite Aprendo en casa en las mañanas y tardes hasta junio. Este último programa regresaría a Exitosa en abril de 2021. Además, la estación pasó a emitir solamente programas radiales en vivo.
El 15 de diciembre del 2021 , Exitosa TV regresa a la parrilla de Movistar TV luego de estar más de 2 años ausente en la parrilla, por el dial 552.
El 1 de febrero del 2025, Exitosa TV ingresa a la parrilla de DirecTV (Perú) por el dial 190 SD.
Según el Instituto Reuters para el Estudio del Periodismo, su editorial se ha señalado como inclinada al populismo de izquierda.